# Andrea Orlando

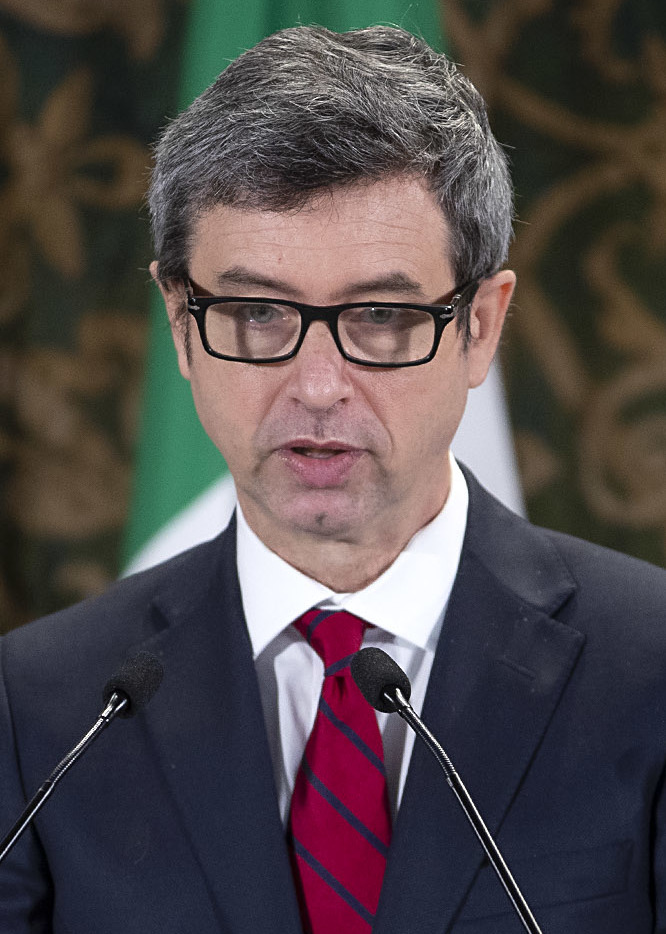
Andrea Orlando (2021)

Andrea Orlando (* 8. Februar 1969 in La Spezia) ist ein italienischer Politiker der Partito Democratico (PD). Vom 13. Februar 2021 bis zum 22. Oktober 2022 war er Arbeits- und Sozialminister im Kabinett Draghi. Zuvor war er von 2013 bis 2014 italienischer Umweltminister, von 2014 bis 2018 Justizminister und von 2019 bis 2021 stellvertretender Parteivorsitzender der PD.

## Politische Laufbahn
Nach der Matura an einem naturwissenschaftlichen Gymnasium in La Spezia nahm Orlando ein Jurastudium an der Universität Pisa auf, das er jedoch abbrach, um sich ganz der Politik zu widmen. Er wurde 1989 Sekretär des kommunistischen Jugendverbands Federazione Giovanile Comunista Italiana (FGCI) in der Provinz La Spezia und wurde 1990 als Mitglied der Kommunistischen Partei (PCI) in den Stadtrat seiner Heimatstadt gewählt. Die PCI wandte sich 1991 vom Kommunismus ab und benannte sich in Partito Democratico della Sinistra (PDS; Demokratische Linkspartei) um, der Orlando anschließend angehörte. Ab 1997 war er in La Spezia als Beigeordneter für Wirtschaft und Raumordnung zuständig. 2001 wurde er Provinzvorsitzender der Linksdemokraten (DS; Nachfolger der PDS), 2003 wurde er in den nationalen Parteivorstand gewählt, wo er für Angelegenheiten der Städte und Gemeinden zuständig wurde.
Im Jahr 2006 wurde er als Verantwortlicher für Parteiorganisation ins nationale Sekretariat (Präsidium) der DS gewählt und zog nach den Parlamentswahlen 2006 über die L’Ulivo-Liste in Ligurien in die Abgeordnetenkammer ein. Die DS gingen im Jahr darauf in der Mitte-links-Sammelpartei Partito Democratico (PD) auf. Bei den vorgezogenen Parlamentswahlen im Jahr 2008 wurde Orlando als Abgeordneter bestätigt und war anschließend im Haushalts- bzw. ab 2010 im Justizausschuss sowie im Antimafia-Ausschuss der Abgeordnetenkammer tätig. 2010 erhielt er als Nachrücker einen Sitz im Rat der Provinz La Spezia. Innerhalb der PD gründete Orlando 2011 zusammen mit Roberto Gualtieri und Matteo Orfini die sozialdemokratische Strömung Rifare l'Italia („Italien neu gestalten“), die zum linken Flügel der Partei zählt. Bei den Parlamentswahlen 2013 stand er auf der PD-Wahlliste in Ligurien an erster Stelle, da er zuvor bei Vorwahlen in seiner Region die meisten Stimmen auf sich vereinigen konnte.
Am 28. April 2013 wurde Orlando zum Umweltminister im Kabinett Letta ernannt, am 22. Februar 2014 dann zum Justizminister im Kabinett Renzi. Auch im Kabinett Gentiloni wurde er am 12. Dezember 2016 erneut Justizminister. Dieses Amt hatte er bis zum 1. Juni 2018 inne. Bei der offenen Urwahl des Parteivorsitzenden der PD im April 2017 trat Orlando gegen den amtierenden Vorsitzenden und ehemaligen Ministerpräsidenten Matteo Renzi an. Er wurde von Teilen des linken Parteiflügels unterstützt, u. a. von Cesare Damiano und Gianni Cuperlo. Mit knapp 20 Prozent (über 360.000 Stimmen) kam er auf den zweiten Platz, Renzi wurde aber mit 69 Prozent der Stimmen wiedergewählt. Bei der neuerlichen Urwahl des Vorsitzenden im März 2019 unterstützte Orlando die erfolgreiche Kandidatur Nicola Zingarettis. Dieser ernannte ihn anschließend – neben Paola De Micheli – zu einem der beiden vicesegretari (stellvertretenden Vorsitzenden).
Am 12. Februar 2021 wurde er vom designierten italienischen Ministerpräsidenten Mario Draghi zum Minister für Arbeit und Sozialpolitik ernannt.